# Sélune
La Sélune est un fleuve côtier français coulant dans le département de la Manche, en région Normandie.
Il prend sa source à Saint-Cyr-du-Bailleul et se jette dans la baie du Mont-Saint-Michel.

## Hydronymie
L'origine celte de l'hydronyme a été décrite dans une étude d'une société savante d'Avranches : « […] jadis appelée Se-onna ou Seunna, de sée-on, l'eau des eaux ou la réunion de plusieurs eaux. ».

## Géographie

### Topographie
La longueur de son cours est de 84,7 km ou 68 km.
La Sélune prend sa source à environ 175 mètres d’altitude à la limite sud-est de la commune de Saint-Cyr-du-Bailleul et à l’ouest du parc naturel régional Normandie-Maine. Elle coule librement vers l’ouest jusqu’à Saint-Hilaire-du-Harcouët à une altitude de 64 mètres. Avant la destruction des barrages, elle formait ensuite deux lacs artificiels : le Grand Lac et le Petit Lac. Après la Roche-qui-boit, elle se trouve à une altitude de 19 mètres. Elle se dirige alors vers le nord-ouest et passe au pied du bourg de Ducey où elle se sépare en plusieurs bras. Elle termine sa course à Pontaubault avant de se jeter dans la baie du mont Saint-Michel.

### Bassin versant
Le bassin versant de la Sélune s’étend sur une superficie de 1 009 km2. Bien que la Sélune elle-même coule uniquement dans le département de la Manche (Normandie), son bassin versant s’étend sur 13 communes d’Ille-et-Vilaine (région Bretagne) et 9 de Mayenne (région Pays de la Loire), en plus de 57 communes de la Manche. Ce bassin avoisine celui de la Sée au nord, celui de la Loire (par ses sous-affluents la Varenne, la Colmont et l'Ernée) à l'est et au sud-est et le bassin du Couesnon au sud-ouest.

## Affluents
Les principaux affluents de la Sélune sont, d'amont en aval :
- Cours d’eau de la Grandière (rg[note 1]), 3,5 km[4] ;
- Ruisseau du Moulin Richard, 6,1 km[5] ;
- Ruisseau de la Franciere[6] ;
- Ruisseau de Chenilly[7] ;
- Ruisseau du Moulin de Pontorsier[8] ;
- Ruisseau de Mesnelle[9] ;
- Rivière de Saint-Jean[10] ;
- la Cance à Notre-Dame-du-Touchet[11] ;
- Ruisseau du Val[12] ;
- Ruisseau du Marignon[13] ;
- la Gueuche à Milly[14] ;
- La Roulante[15] ;
- Ruisseau de Bahan[16] ;
- l’Argonce à Parigny[17] ;
- La Douenne[18] ;
- l’Airon à Saint-Hilaire-du-Harcouët[19] ;
- Ruisseau de Vaux Roux[20] ;
- L’Yvrande[21] ;
- Le Lair à Saint-Laurent-de-Terregatte[22] ;
- L’Isolant[23] ;
- Ruisseau de Livet[24] ;
- Le Beuvron à Saint-Aubin-de-Terregatte[25],[26] ;
- L’Oir à Ducey[27] ;
- Ruisseau de Guyot[28] ;
- Ruisseau du Moulinet[29] ;
- La Douve[30] ;

La Sélune est régulièrement remontée par un mascaret.

## Hydrologie
Le régime hydrologique de la Sélune est dit pluvial océanique.

## Histoire
Ce fleuve eut le statut de frontière entre le royaume de Bretagne et le duché de Normandie jusqu'en 1009. À cette date, la frontière fut déplacée de quelques kilomètres vers le sud-ouest, jusqu'au Couesnon.
Le 30 juillet 1944, les troupes américaines débarquées sur les plages de Normandie découvrent un pont sur la Sélune qui n'a pas été détruit. Les Américains protègent le pont des contre-attaques allemandes. D'importantes troupes US sous le commandement du général Patton le franchissent pendant les trois jours qui suivent.

## Aménagements et écologie

### Barrages hydroélectriques

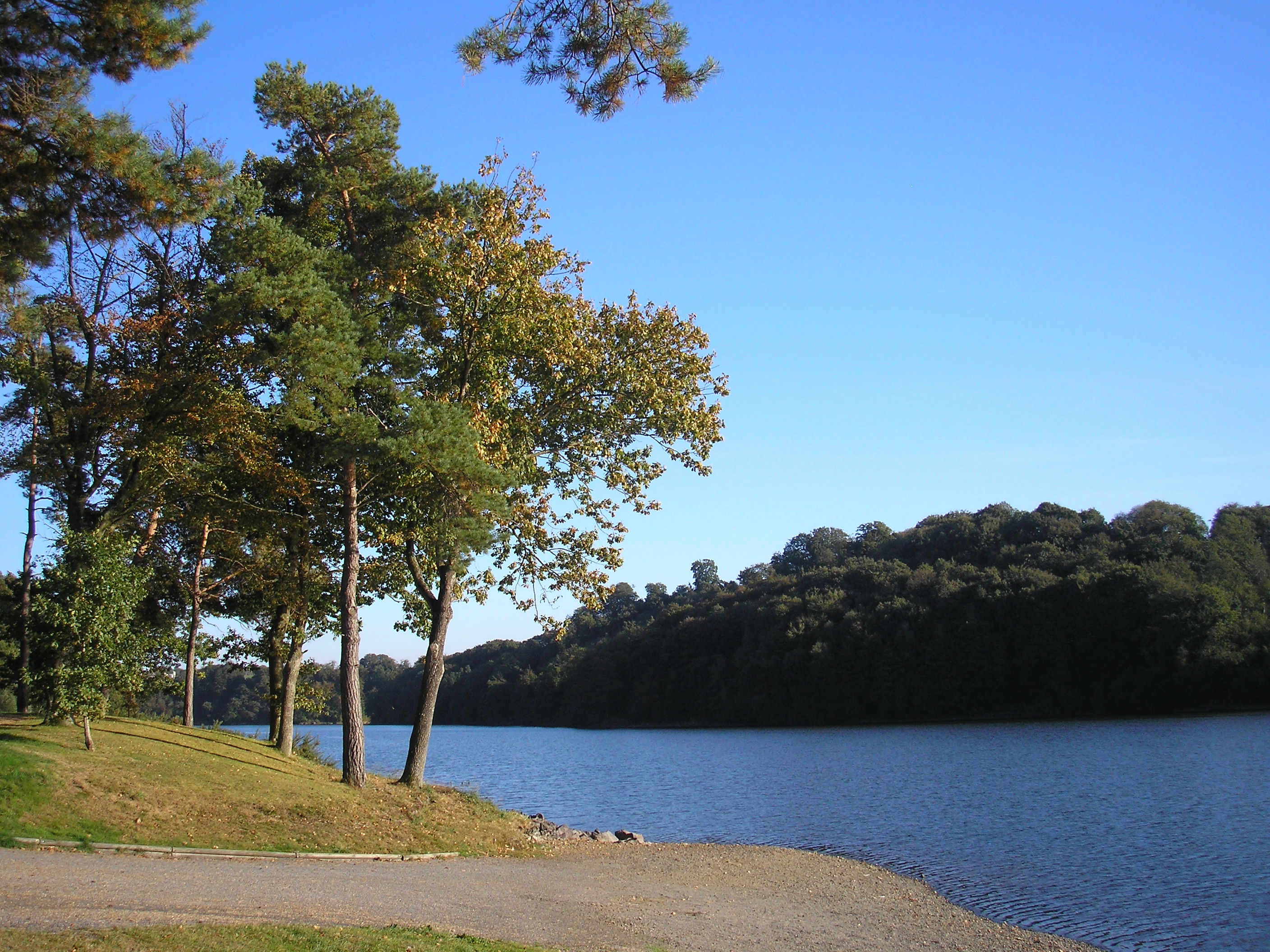
Le lac de retenue du barrage de Vezins.

Deux barrages hydroélectriques ont été construits sur la Sélune dans la première moitié du XXe siècle : le barrage de la Roche-qui-boit et le barrage de Vezins.
Ils arrivent en fin de concession dans les années 2010, avec trois options envisagées : continuité de la production d'énergie hydroélectrique telle qu'elle se fait ; arrêt de la production d'énergie hydroélectrique et maintien des barrages pour préserver les deux lacs artificiels ; destruction et remise en état d'avant construction pour permettre à plusieurs espèces de poissons migrateurs (saumons, truites, aloses, lamproies, anguilles, épinoches) de remonter vers la source et d'effecteur leur dévalaison, sans nécessité d'aménagements lourds. Une étude économique rendue le 9 juin 2012 par l'État dans le cadre de choix nouveaux d'aménagement et de développement économique pour la vallée de la Sélune une fois les barrages de Vezins et la Roche-qui-Boit effacés, dont la taille et le positionnement faisaient deux obstacles à la remontée des migrateurs. Peu avant le rendu de cette étude, le WWF-France a demandé à la Ministre de l'écologie de rapidement confirmer la fin des concessions annoncée par Chantal Jouanno alors secrétaire d'État chargée de l’Écologie (le 13 novembre 2009).
Quatre millions d'euros ont été provisionnés pour le traitement de 2009 à mi-2013 des sédiments accumulés. La dernière vidange datait de 1993.
La Sélune doit reprendre de sa valeur écologique, et pour l'aménagement du territoire dans le cadre du Schéma de cohérence territoriale du Pays de la Baie et de la trame verte et bleue régionale et donc du futur Schéma SRCE qui la préfigure en 2012.[style à revoir]
La décision de détruire les deux barrages date de 2009, présentée comme devant "mettre le site en conformité avec le droit européen" puis en 2014, la ministre Ségolène Royal demande qu'on étudie des solutions alternatives pour permettre la circulation des poissons migrateurs sur 90 km de cours d'eau (saumon et l'anguille).
Les opérations de vidange, de gestion des boues et d'arasement des ouvrages étaient prévues de 2015 à 2018.
Toutefois, l'opposition locale à la destruction des barrages reste forte. Les maires des communes riveraines ainsi que le député de la circonscription d'Avranches refusent la démolition, afin de préserver l'emploi touristique, la pêche carnassière et la beauté du site. Le lac artificiel de Vezins est le seul lac de grande envergure dans la région du Sud-Manche. Une association, Les Amis du barrage de Vezins, fédère les actions citoyennes contre le projet gouvernemental.
En 2016, la société Valorem est candidate à la reprise du barrage de Vezins à la suite de la recherche d'une alternative à l'arasement par la ministre de l'Environnement Ségolène Royal. En 2017, le ministre de la transition écologique Nicolas Hulot relance le projet de restauration de la biodiversité, avec des travaux d'arasement devant commencer au printemps 2018. En août 2022, la destruction des deux barrages est presque terminée.

#### Le barrage de Vezins

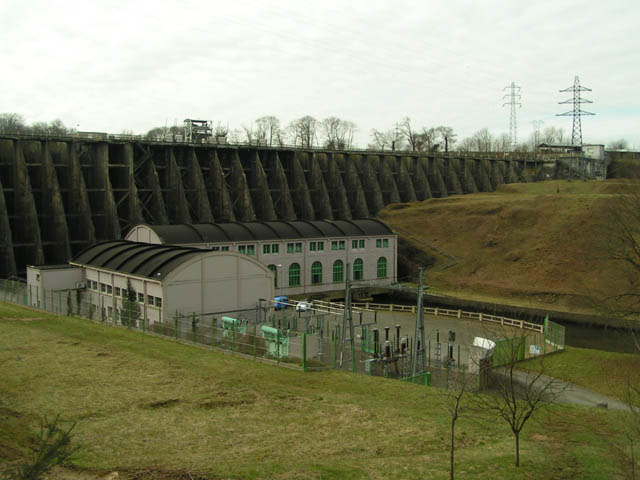
Le barrage de Vezins en 2005.

Ce barrage, construit sur la limite des communes de Vezins (associée à Isigny-le-Buat) et de Saint-Laurent-de-Terregatte, est à voûtes multiples, avec des contreforts en béton armé et mesure 35 mètres de haut et 278 de long.
Huit fois plus puissant que celui de la Roche-qui-boit, il appartient au groupe d'exploitation hydraulique Ouest avec le barrage de Guerlédan, le barrage de Saint-Adrien[Où ?], l'usine marémotrice de la Rance et le barrage de Rabodanges.
Son potentiel a été identifié lors de l'intense spéculation boursière des années 1920 sur l'hydroélectricité. Il a ensuite été construit de 1929 à 1932 par la société des forces motrices de la Sélune. Les ingénieurs étaient Louis Pelnard-Considère et Albert Caquot.
Durant la Seconde Guerre mondiale, il alimentait l'arsenal de Cherbourg et le chantier du mur de l'Atlantique. Un sabotage détruisit deux transformateurs, ce qui retarda la construction d'une partie de ces fortifications.
Au début du XXIe siècle, la base de loisirs de la Mazure est installée au bord du lac. On y pratique la pêche, le kayak, l'aviron, le canotage, etc.
Le barrage devait être détruit en 2018, à la suite des décisions de Chantal Jouanno et de Nathalie Kosciusko-Morizet. Une opposition s'organise  pour protéger « 800 emplois directs  ou induits ». De plus, la vidange du barrage de Vezins (mai - septembre 2018) a mis au jour près de 500 000 m3 de sédiments suspectés d'être pollués car la vidange précédente, en 1993, avait causé une pollution importante de la baie du Mont-Saint-Michel[réf. nécessaire]. Ces sédiments ont été traités in situ, ce qui a coûté environ 20 millions €.
L'arrêté d'autorisation de destruction ainsi que celui de la Roche-qui-Boit ont été signés fin octobre 2018. Les travaux de destruction du barrage débutent en avril 2019. 
Le percement de la voûte est effectif en juin 2019. Le chantier s'étale jusqu'en avril 2020 pour un coût de 4,25 millions € TTC.
Alors que le démantèlement est commencé, l'affaire n'est pas définitivement tranchée par la justice.

#### Le barrage de la Roche-qui-boit

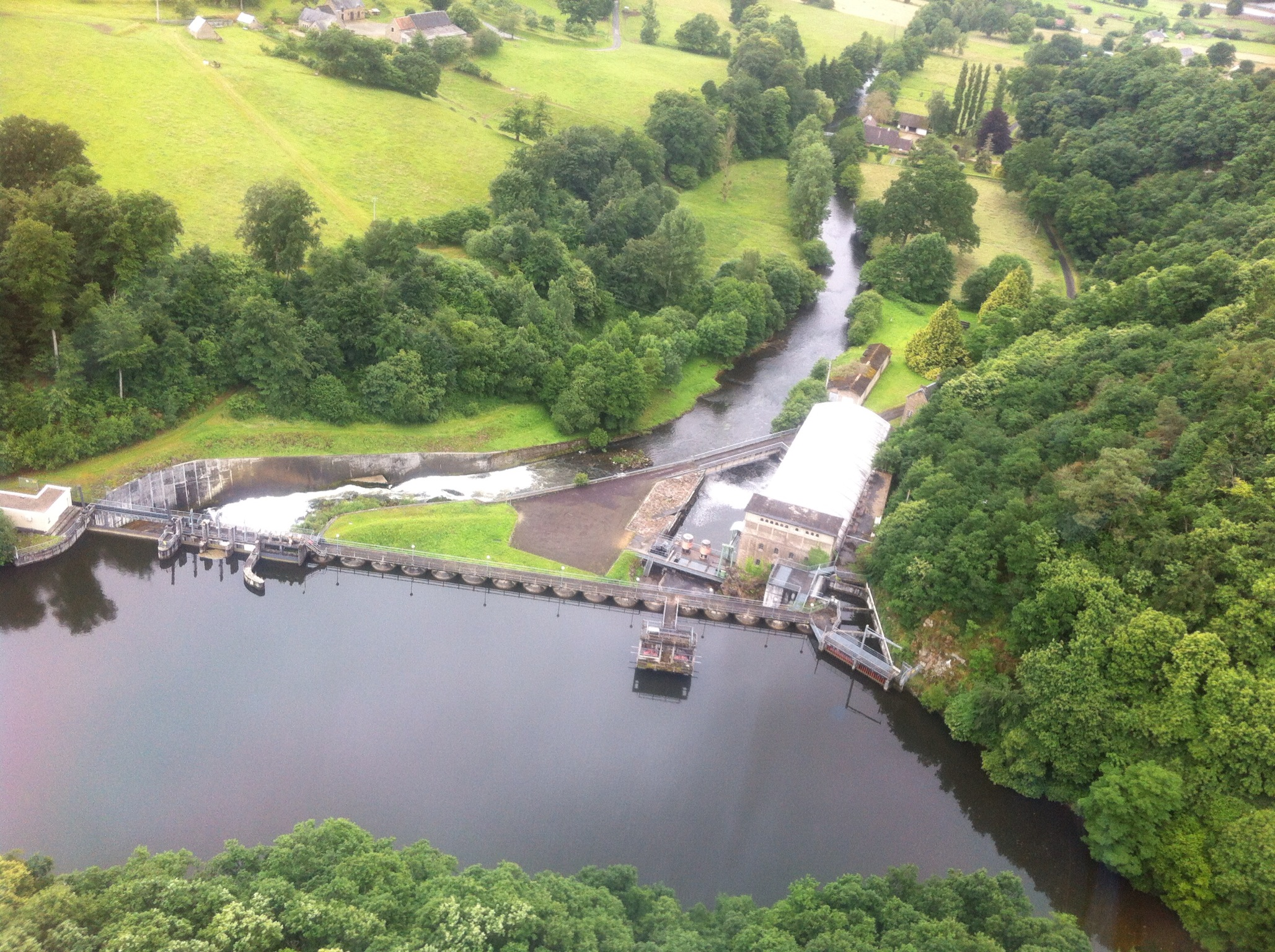
Le barrage de la Roche-qui-boit vu du ciel en 2013.

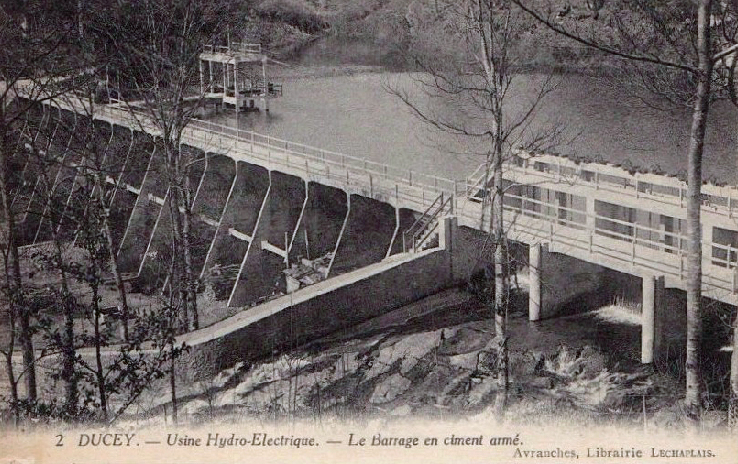
Le barrage de la Roche-qui-boit.

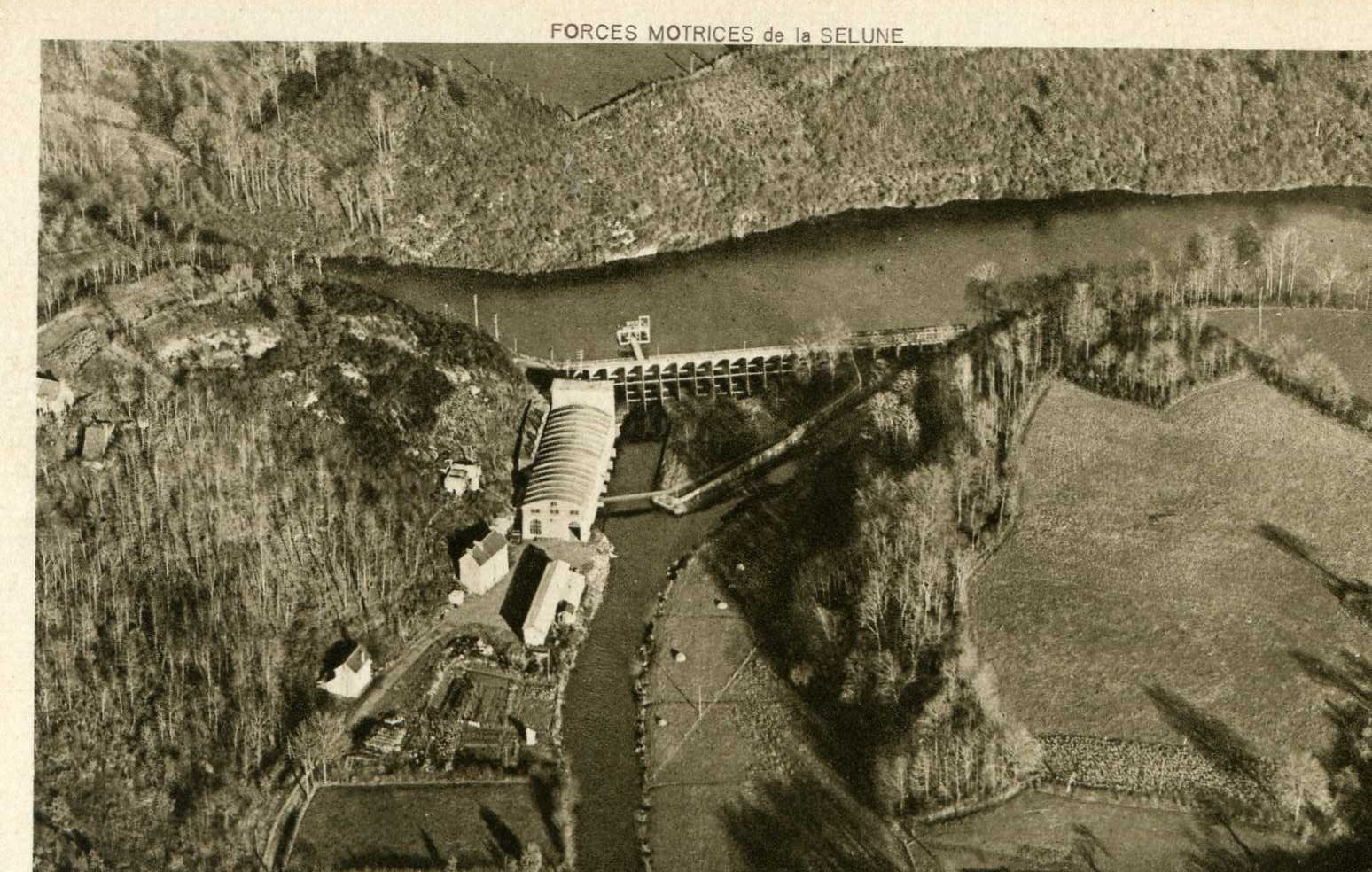
Barrage de la Roche-qui-boit au début du XXe siècle.

Situé en aval du barrage de Vezins, dont il est devenu un ouvrage de compensation après la construction de celui-ci, ce barrage produit annuellement 4 millions de kilowatt-heures. Il restitue à la rivière un débit minimum de 2 m3/s. Le lac de retenue est long de 5 km, 40 hectares et 4 millions de mètres cubes d'eau.
L'autorisation de la construction du barrage a été accordée par arrêté préfectoral en août 1914. Les travaux ont commencé durant la Première Guerre mondiale, en 1916 pour s'achever en 1919. Le barrage fait 129 mètres de long et 16 mètres de hauteur. Il relie les territoires de Ducey et Saint-Laurent-de-Terregatte, mais la quasi-totalité du lac de retenue est partagée entre les territoires de Vezins et de Saint-Laurent.
Sa vidange s'est faite à partir de 2020/2021, comme décidé en 2017.
La destruction du barrage de la Roche-qui-boit a débuté le lundi 20 juin 2022 et s'est terminée en mars 2023 au terme de dix mois de chantier. Après cette destruction et celle du barrage de Vezins, la Sélune a retrouvé son espace naturel.

### Pêche
Les eaux de la Sélune sont riches en saumons. La Sélune est classée par les pêcheurs en première catégorie. Elle est également peuplée de truites de mer, d'anguilles, de truites fario ou arc-en-ciel, de brochets, de tanches, de gardons, de sandres, de perches et de carpes.